# أنوش (اسم)
أَنُوَش هو اسم علم مذكر من أصل عربي، ومعناه هو اسم منقول عن الفع بمعنى أتناول وأمشى وأسرع في النهوض وتَّعلق بالشيء.

## شخصيات تحمل الاسم
أنوش